# Temporada 2024 del Campeonato de Fórmula 2 de la FIA
La temporada 2024 del Campeonato de Fórmula 2 de la FIA fue la octava edición de dicho campeonato. Todas las rondas se disputaron como soporte a los Grandes Premios de Fórmula 1.
Gabriel Bortoleto logró el Campeonato de Pilotos en su año de debutante antes de su ascenso a la Fórmula 1.

## Escuderías y pilotos
| Escudería                 | N.º | Piloto                | Rondas         |
| ------------------------- | --- | --------------------- | -------------- |
| ART Grand Prix            | 1   | Victor Martins        | Todas          |
| ART Grand Prix            | 2   | Zak O'Sullivan        | 1-11           |
| ART Grand Prix            | 2   | Luke Browning         | 12-14          |
| PREMA Racing              | 3   | Oliver Bearman        | 1, 3-11, 13-14 |
| PREMA Racing              | 3   | Gabriele Minì         | 12             |
| PREMA Racing              | 4   | Andrea Kimi Antonelli | 1-13           |
| Rodin Motorsport          | 5   | Zane Maloney          | 1-13           |
| Rodin Motorsport          | 5   | Leonardo Fornaroli    | 14             |
| Rodin Motorsport          | 6   | Ritomo Miyata         | Todas          |
| DAMS Lucas Oil            | 7   | Jak Crawford          | Todas          |
| DAMS Lucas Oil            | 8   | Juan Manuel Correa    | 1-12           |
| DAMS Lucas Oil            | 8   | Dino Beganovic        | 13-14          |
| Invicta Racing            | 9   | Kush Maini            | Todas          |
| Invicta Racing            | 10  | Gabriel Bortoleto     | Todas          |
| MP Motorsport             | 11  | Dennis Hauger         | 1-12           |
| MP Motorsport             | 11  | Richard Verschoor     | 13-14          |
| MP Motorsport             | 12  | Franco Colapinto      | 1-10           |
| MP Motorsport             | 12  | Oliver Goethe         | 11-14          |
| Van Amersfoort Racing     | 14  | Enzo Fittipaldi       | 1-12           |
| Van Amersfoort Racing     | 14  | John Bennett          | 13-14          |
| Van Amersfoort Racing     | 15  | Rafael Villagómez     | Todas          |
| Hitech Pulse-Eight        | 16  | Amaury Cordeel        | Todas          |
| Hitech Pulse-Eight        | 17  | Paul Aron             | Todas          |
| Campos Racing             | 20  | Isack Hadjar          | Todas          |
| Campos Racing             | 21  | Pepe Martí            | Todas          |
| Trident                   | 22  | Richard Verschoor     | 1-12           |
| Trident                   | 22  | Max Esterson          | 13-14          |
| Trident                   | 23  | Roman Staněk          | 1-11           |
| Trident                   | 23  | Christian Mansell     | 12-14          |
| PHM AIX Racing AIX Racing | 24  | Joshua Dürksen        | Todas          |
| PHM AIX Racing AIX Racing | 25  | Taylor Barnard        | 1-10           |
| PHM AIX Racing AIX Racing | 25  | Niels Koolen          | 11-12          |
| PHM AIX Racing AIX Racing | 25  | Cian Shields          | 13-14          |
| Fuente:                   |     |                       |                |

### Cambios de equipos

#### En pretemporada
- La institución de inversión AIX Investment Group se unió a PHM Racing como patrocinador principal.[3]
- La marca de lubricantes Lucas Oil se unió como patrocinador principal de DAMS.[4]

#### En temporada
- El 13 de mayo, AIX Investment Group completó su adquisición de PHM Racing, renombrándose el equipo como «AIX Racing» para el resto de la temporada.[5]

### Cambios de pilotos

#### En pretemporada
- Andrea Kimi Antonelli, campeón de la Fórmula Regional Europea 2023, ascendió a la F2 con PREMA Racing.[6]
- Franco Colapinto, luego de quedar cuarto en la F3 2023, ascendió a la F2, continuando con MP Motorsport.[7]
- Zak O'Sullivan, subcampeón de la Fórmula 3 2023, fue nuevo piloto de ART Grand Prix.[8]
- Dennis Hauger siguió con MP en su tercer año en la Fórmula 2.[9]
- Joshua Dürksen, piloto proveniente del Campeonato de Fórmula Regional Europea, fue nuevo piloto de PHM Racing.[10]
- Virtuosi Racing fichó al campeón 2023 de Fórmula 3 Gabriel Bortoleto, y a Kush Maini, proveniente de Campos Racing.[11]
- Jak Crawford abandonó Hitech Pulse-Eight y pasó a DAMS.[12]
- Rodin Motorsport retuvo a Zane Maloney, y fichó a Ritomo Miyata, campeón del Campeonato de Super Fórmula Japonesa.[13]
- Campos Racing alineó a Isack Hadjar, quien dejó Hitech, y a Pepe Martí, proveniente de la F3.[14]
- Hitech Pulse-Eight contó con los pilotos Paul Aron, tercero en la F3 2023, y con Amaury Cordeel, quien dejó Virtuosi Racing.[15]
- Enzo Fittipaldi dejó Rodin Carlin para unirse a Van Amersfoort Racing.[16]
- Richard Verschoor abandonó VAR y regresó a Trident.[17]
- Oliver Bearman renovó su contrato con PREMA para 2024.[18]
- DAMS alineó a Juan Manuel Correa, expiloto de Van Amersfoort Racing.[19]
- Victor Martins siguió con ART Grand Prix en su segundo año en la F2.[20]
- Rafael Villagómez ascendió a la Fórmula 2 junto a Van Amersfoort Racing.[21]
- Trident retuvo a Roman Staněk para 2024.[22]
- Taylor Barnard dio el salto a la F2 con PHM AIX Racing, completando la grilla 2024.[23]

#### En temporada
- Franco Colapinto dejó MP Motorsport para dar el salto a la Fórmula 1 con Williams Racing en reemplazo de Logan Sargeant a partir del Gran Premio de Italia hasta el final de la temporada 2024.[24] Oliver Goethe dio el salto a la F2 para ocupar su asiento.[25]
- Niels Koolen, piloto proveniente de la Indy NXT, ocupó el asiento de Taylor Barnard en AIX Racing en Monza y Bakú.[26]
- Gabriele Minì y Christian Mansell, subcampeón y quinto en FIA F3 respectivamente, ocuparon los asientos de PREMA Racing y Trident en la ronda de Bakú. Minì sustituyó a Oliver Bearman debido a su compromiso en el GP de Azerbaiyán, y Mansell reemplazó a Roman Staněk hasta el final de la temporada.[27][28]
- Debido a problemas financieros, Zak O'Sullivan dejó ART antes de Bakú, siendo Luke Browning, proveniente de la Fórmula 3, su sustituto hasta el final de la temporada.[29]
- El protegido de Ferrari Dino Beganovic se unió a DAMS Lucas Oil para ocupar el asiento de Juan Manuel Correa en las últimas dos rondas.[30]
- Richard Verschoor reemplazó a Dennis Hauger en su asiento en MP Motorsport hasta el final de la temporada.[31] Max Esterson, proveniente de la F3, ocupó el asiento que dejó vacante Verschoor en Trident.[32]
- En la ronda final, el actual campeón de la FIA F3, Leonardo Fornaroli, reemplazó a Zane Maloney en su asiento en Rodin de cara a la temporada 2025.[33]
- Cian Shields, proveniente de la Fórmula 3, ocupó el asiento 25 de AIX Racing en las últimas dos rondas.[34]
- John Bennett, proveniente de la Fórmula Regional y el Campeonato GB3, sustituyó a Enzo Fittipaldi en VAR para terminar la temporada.[35]

## Calendario
| Rondas  | Rondas | Circuito                                     | País                   | Fecha            |
| ------- | ------ | -------------------------------------------- | ---------------------- | ---------------- |
| 1       | CC     | Circuito Internacional de Baréin, Sakhir     | Baréin                 | 1 de marzo       |
| 1       | CL     | Circuito Internacional de Baréin, Sakhir     | Baréin                 | 2 de marzo       |
| 2       | CC     | Circuito de la Corniche de Yeda, Yeda        | Arabia Saudita         | 8 de marzo       |
| 2       | CL     | Circuito de la Corniche de Yeda, Yeda        | Arabia Saudita         | 9 de marzo       |
| 3       | CC     | Circuito de Albert Park, Melbourne           | Australia              | 23 de marzo      |
| 3       | CL     | Circuito de Albert Park, Melbourne           | Australia              | 24 de marzo      |
| 4       | CC     | Autódromo Enzo e Dino Ferrari, Imola         | Italia                 | 18 de mayo       |
| 4       | CL     | Autódromo Enzo e Dino Ferrari, Imola         | Italia                 | 19 de mayo       |
| 5       | CC     | Circuito de Mónaco, Montecarlo               | Mónaco                 | 25 de mayo       |
| 5       | CL     | Circuito de Mónaco, Montecarlo               | Mónaco                 | 26 de mayo       |
| 6       | CC     | Circuito de Barcelona-Cataluña, Montmeló     | España                 | 22 de junio      |
| 6       | CL     | Circuito de Barcelona-Cataluña, Montmeló     | España                 | 23 de junio      |
| 7       | CC     | Red Bull Ring, Spielberg                     | Austria                | 29 de junio      |
| 7       | CL     | Red Bull Ring, Spielberg                     | Austria                | 30 de junio      |
| 8       | CC     | Circuito de Silverstone, Silverstone         | Reino Unido            | 6 de julio       |
| 8       | CL     | Circuito de Silverstone, Silverstone         | Reino Unido            | 7 de julio       |
| 9       | CC     | Hungaroring, Mogyoród                        | Hungría                | 20 de julio      |
| 9       | CL     | Hungaroring, Mogyoród                        | Hungría                | 21 de julio      |
| 10      | CC     | Circuito de Spa-Francorchamps, Francorchamps | Bélgica                | 27 de julio      |
| 10      | CL     | Circuito de Spa-Francorchamps, Francorchamps | Bélgica                | 28 de julio      |
| 11      | CC     | Autodromo Nazionale di Monza, Monza          | Italia                 | 31 de agosto     |
| 11      | CL     | Autodromo Nazionale di Monza, Monza          | Italia                 | 1 de septiembre  |
| 12      | CC     | Circuito callejero de Bakú, Bakú             | Azerbaiyán             | 14 de septiembre |
| 12      | CL     | Circuito callejero de Bakú, Bakú             | Azerbaiyán             | 15 de septiembre |
| 13      | CC     | Circuito Internacional de Losail, Lusail     | Catar                  | 30 de noviembre  |
| 13      | CL     | Circuito Internacional de Losail, Lusail     | Catar                  | 1 de diciembre   |
| 14      | CC     | Circuito Yas Marina, Isla Yas                | Emiratos Árabes Unidos | 7 de diciembre   |
| 14      | CL     | Circuito Yas Marina, Isla Yas                | Emiratos Árabes Unidos | 8 de diciembre   |
| Fuente: |        |                                              |                        |                  |

## Resultados

### Entrenamientos

#### Pretemporada
| Circuito | Fecha         | Sesión | Mejor clasificado | Mejor clasificado | Mejor clasificado | Mejor clasificado |
| Circuito | Fecha         | Sesión | Piloto            | Escudería         | Tiempo            | Vueltas           |
| -------- | ------------- | ------ | ----------------- | ----------------- | ----------------- | ----------------- |
| Sakhir   | 11 de febrero | —      | Dennis Hauger     | MP Motorsport     | 1:53.175          | 17                |
| Sakhir   | 12 de febrero | Mañana | Kush Maini        | Invicta Racing    | 1:44.219          | 27                |
| Sakhir   | 12 de febrero | Tarde  | Zane Maloney      | Rodin Motorsport  | 1:41.501          | 31                |
| Sakhir   | 13 de febrero | Mañana | Isack Hadjar      | Campos Racing     | 1:45.331          | 39                |
| Sakhir   | 13 de febrero | Tarde  | Zane Maloney      | Rodin Motorsport  | 1:42.468          | 33                |

#### Postemporada
| Circuito   | Fecha           | Sesión | Mejor clasificado | Mejor clasificado | Mejor clasificado | Mejor clasificado |
| Circuito   | Fecha           | Sesión | Piloto            | Escudería         | Tiempo            | Vueltas           |
| ---------- | --------------- | ------ | ----------------- | ----------------- | ----------------- | ----------------- |
| Yas Marina | 11 de diciembre | Mañana | Victor Martins    | ART Grand Prix    | 1:36.799          | 12                |
| Yas Marina | 11 de diciembre | Tarde  | Jak Crawford      | DAMS Lucas Oil    | 1:36.697          | 37                |
| Yas Marina | 12 de diciembre | Mañana | Joshua Dürksen    | AIX Racing        | 1:35.583          | 37                |
| Yas Marina | 12 de diciembre | Tarde  | Joshua Dürksen    | AIX Racing        | 1:36.533          | 48                |
| Yas Marina | 13 de diciembre | Mañana | Victor Martins    | ART Grand Prix    | 1:35.773          | 37                |
| Yas Marina | 13 de diciembre | Tarde  | Pepe Martí        | Campos Racing     | 1:37.351          | 46                |

### Temporada
| Ronda | Ronda | Ronda             | Pole Position     | Vuelta rápida         | Piloto ganador        | Escudería ganadora    | Resultados |
| ----- | ----- | ----------------- | ----------------- | --------------------- | --------------------- | --------------------- | ---------- |
| 1     | C     | Sakhir            |                   | Zane Maloney          | Zane Maloney          | Rodin Motorsport      | Resultados |
| 1     | L     | Sakhir            | Gabriel Bortoleto | Dennis Hauger         | Zane Maloney          | Rodin Motorsport      | Resultados |
| 2     | C     | Yeda              |                   | Paul Aron             | Dennis Hauger         | MP Motorsport         | Resultados |
| 2     | L     | Yeda              | Kush Maini        | Enzo Fittipaldi       | Enzo Fittipaldi       | Van Amersfoort Racing | Resultados |
| 3     | C     | Melbourne         |                   | Isack Hadjar          | Roman Staněk          | Trident               | Resultados |
| 3     | L     | Melbourne         | Dennis Hauger     | Jak Crawford          | Isack Hadjar          | Campos Racing         | Resultados |
| 4     | C     | Imola             |                   | Franco Colapinto      | Franco Colapinto      | MP Motorsport         | Resultados |
| 4     | L     | Imola             | Gabriel Bortoleto | Victor Martins        | Isack Hadjar          | Campos Racing         | Resultados |
| 5     | C     | Montecarlo        |                   | Andrea Kimi Antonelli | Taylor Barnard        | AIX Racing            | Resultados |
| 5     | L     | Montecarlo        | Richard Verschoor | Dennis Hauger         | Zak O'Sullivan        | ART Grand Prix        | Resultados |
| 6     | C     | Barcelona         |                   | Ritomo Miyata         | Victor Martins        | ART Grand Prix        | Resultados |
| 6     | L     | Barcelona         | Paul Aron         | Pepe Martí            | Jak Crawford          | DAMS Lucas Oil        | Resultados |
| 7     | C     | Spielberg         |                   | Paul Aron             | Oliver Bearman        | PREMA Racing          | Resultados |
| 7     | L     | Spielberg         | Dennis Hauger     | Franco Colapinto      | Gabriel Bortoleto     | Invicta Racing        | Resultados |
| 8     | C     | Silverstone       |                   | Andrea Kimi Antonelli | Andrea Kimi Antonelli | PREMA Racing          | Resultados |
| 8     | L     | Silverstone       | Isack Hadjar      | Franco Colapinto      | Isack Hadjar          | Campos Racing         | Resultados |
| 9     | C     | Budapest          |                   | Isack Hadjar          | Kush Maini            | Invicta Racing        | Resultados |
| 9     | L     | Budapest          | Paul Aron         | Andrea Kimi Antonelli | Andrea Kimi Antonelli | PREMA Racing          | Resultados |
| 10    | C     | Spa-Francorchamps |                   | Zak O'Sullivan        | Zak O'Sullivan        | ART Grand Prix        | Resultados |
| 10    | L     | Spa-Francorchamps | Paul Aron         | Gabriel Bortoleto     | Isack Hadjar          | Campos Racing         | Resultados |
| 11    | C     | Monza             |                   | Victor Martins        | Oliver Bearman        | PREMA Racing          | Resultados |
| 11    | L     | Monza             | Zane Maloney      | Joshua Dürksen        | Gabriel Bortoleto     | Invicta Racing        | Resultados |
| 12    | C     | Bakú              |                   | Joshua Dürksen        | Joshua Dürksen        | AIX Racing            | Resultados |
| 12    | L     | Bakú              | Richard Verschoor | Gabriel Bortoleto     | Richard Verschoor     | Trident               | Resultados |
| 13    | C     | Lusail            |                   | Richard Verschoor     | Oliver Bearman        | PREMA Racing          | Resultados |
| 13    | L     | Lusail            | Paul Aron         | Paul Aron             | Paul Aron             | Hitech Pulse-Eight    | Resultados |
| 14    | C     | Yas Marina        |                   | Pepe Martí            | Pepe Martí            | Campos Racing         | Resultados |
| 14    | L     | Yas Marina        | Victor Martins    | Richard Verschoor     | Joshua Dürksen        | AIX Racing            | Resultados |

## Clasificaciones

### Sistema de puntuación
Puntos de carrera corta
| Posición | 1.º | 2.º | 3.º | 4.º | 5.º | 6.º | 7.º | 8.º | VR |
| Puntos   | 10  | 8   | 6   | 5   | 4   | 3   | 2   | 1   | 1  |

Puntos de carrera larga
| Posición | 1.º | 2.º | 3.º | 4.º | 5.º | 6.º | 7.º | 8.º | 9.º | 10.º | Pole | VR |
| Puntos   | 25  | 18  | 15  | 12  | 10  | 8   | 6   | 4   | 2   | 1    | 2    | 1  |

### Campeonato de Pilotos
| Pos. | Piloto                | SAK | SAK | YED | YED | MEL | MEL | IMO | IMO | MON | MON | BAR | BAR | SPI | SPI | SIL | SIL | BUD | BUD | SPA | SPA | MNZ | MNZ | BAK | BAK | LUS | LUS | YMC | YMC | Puntos |
| ---- | --------------------- | --- | --- | --- | --- | --- | --- | --- | --- | --- | --- | --- | --- | --- | --- | --- | --- | --- | --- | --- | --- | --- | --- | --- | --- | --- | --- | --- | --- | ------ |
| 1    | Gabriel Bortoleto     | 6   | 5   | 10  | Ret | Ret | Ret | 6   | 2   | 2   | 8   | 5   | 10  | 4   | 1   | 4   | 6   | 16  | 4   | 10  | 2   | 8   | 1   | 5   | 4   | 5   | 3   | 2   | 2   | 214.5  |
| 2    | Isack Hadjar          | 4   | Ret | 15† | Ret | 6   | 1   | Ret | 1   | 8   | 2   | 6   | 5   | 13  | 3   | Ret | 1   | 3   | 18  | 9   | 1   | 10  | 11  | 12  | 14  | 4   | 2   | 5   | 19  | 192    |
| 3    | Paul Aron             | 5   | 3   | 2   | 10  | 18  | 2   | 2   | 6   | 7   | 3   | 3   | 4   | 3   | 5   | Ret | 12  | 6   | Ret | 18  | 16† | 20  | Ret | 6   | 6   | 5   | 1   | DSQ | 11  | 163    |
| 4    | Zane Maloney          | 1   | 1   | 4   | 7   | 10  | 3   | 3   | 11  | Ret | 10  | 20  | 7   | 17  | Ret | 2   | 2   | 13  | Ret | 4   | 6   | 5   | 2   | 10  | 15  | 6   | 9   |     |     | 140    |
| 5    | Jak Crawford          | 2   | Ret | 5   | 4   | 9   | 10  | 14  | 7   | 13  | Ret | 4   | 1   | 6   | 10  | 6   | 3   | 9   | 17  | 5   | 3   | 6   | 9   | 2   | 8   | 2   | Ret | 8   | Ret | 125    |
| 6    | Andrea Kimi Antonelli | 14  | 10  | 6   | 6   | Ret | 4   | 10  | 4   | 4   | 7   | 15  | 12  | 15  | 13  | 1   | Ret | 14  | 1   | 6   | 9   | 18  | 4   | 7   | 3   | 19† | Ret | WD  | WD  | 113    |
| 7    | Victor Martins        | 11  | Ret | Ret | 11  | 7   | 8   | 12  | 9   | Ret | 9   | 1   | Ret | 10  | 11  | Ret | 5   | 2   | 2   | 12  | Ret | 2   | 6   | 4   | 2   | 9   | NC  | 19  | 4   | 107    |
| 8    | Richard Verschoor     | 10  | 14  | DSQ | 8   | Ret | 6   | 7   | 10  | 16  | Ret | 13  | 18† | 20  | Ret | 11  | 13  | DSQ | 3   | 3   | 5   | 14  | 3   | 17  | 1   | 3   | 17  | 7   | 3   | 106    |
| 9    | Franco Colapinto      | 18  | 6   | 11  | Ret | 4   | DSQ | 1   | 5   | 5   | 13  | 18  | 2   | 11  | 2   | 5   | 4   | 5   | 13  | 8   | Ret |     |     |     |     |     |     |     |     | 96     |
| 10   | Joshua Dürksen        | 15  | 11  | 9   | 12  | 17  | Ret | Ret | 3   | 18  | 18† | 10  | Ret | 8   | 6   | 16  | Ret | 18  | 19  | 19  | 10  | 3   | 5   | 1   | 5   | 8   | 13  | Ret | 1   | 87     |
| 11   | Dennis Hauger         | 8   | 8   | 1   | 3   | 2   | Ret | Ret | 12  | 3   | 6   | 12  | Ret | 5   | 12  | 7   | 9   | 4   | 6   | 2   | 12  | 8   | Ret | 14  | 9   |     |     |     |     | 85.5   |
| 12   | Oliver Bearman        | 16  | 15  | WD  | WD  | 14  | 9   | 5   | 19  | 11  | 4   | 21  | 14  | 1   | Ret | Ret | 7   | 10  | 15  | 7   | Ret | 1   | 7   |     |     | 1   | 12  | 4   | 5   | 75     |
| 13   | Kush Maini            | 13  | 7   | 8   | 2   | 3   | 12  | 8   | 14  | Ret | 17  | 2   | 6   | 7   | 17  | 3   | 19  | 1   | 7   | 13  | 15  | 11  | 15  | 9   | DSQ | 20† | 14  | 17  | 12  | 74     |
| 14   | Pepe Martí            | 3   | 2   | 7   | Ret | Ret | 13  | 16  | Ret | Ret | 14  | 11  | 9   | 2   | 15  | Ret | 10  | 17  | 12  | Ret | Ret | 4   | 12  | 19  | Ret | Ret | 16  | 1   | 6   | 62     |
| 15   | Enzo Fittipaldi       | 17  | Ret | 3   | 1   | 12  | 17  | Ret | 17  | 9   | 12  | 16  | 11  | 14  | 4   | 13  | 8   | 21  | 5   | 14  | Ret | 7   | 10  | 13  | 11  |     |     |     |     | 61     |
| 16   | Zak O'Sullivan        | 7   | 4   | 17† | Ret | 8   | Ret | 9   | 13  | 10  | 1   | 9   | 15  | 9   | 9   | Ret | 11  | 19  | 14  | 1   | 4   | Ret | 13  |     |     |     |     |     |     | 59     |
| 17   | Amaury Cordeel        | Ret | Ret | Ret | 5   | 16  | 11  | 4   | Ret | 14  | Ret | 14  | 8   | 18  | 7   | 15  | 15  | 20  | Ret | 11  | 8   | 12  | 18  | 18  | 12  | 16  | 7   | 13  | 8   | 39     |
| 18   | Juan Manuel Correa    | 12  | Ret | Ret | 14  | 11  | 14  | 15  | 8   | 12  | 5   | 8   | 3   | 16  | 14  | 12  | 20  | 8   | 16  | 17  | 11  | 17  | Ret | 15  | Ret |     |     |     |     | 31     |
| 19   | Ritomo Miyata         | 9   | 9   | 13  | 15  | 5   | 5   | 13  | 15  | 17  | 15  | 7   | 13  | 22  | Ret | 10  | 17  | 12  | 8   | 15  | 7   | 13  | 14  | Ret | 13  | 13  | 10  | 11  | 10  | 31     |
| 20   | Dino Beganovic        |     |     |     |     |     |     |     |     |     |     |     |     |     |     |     |     |     |     |     |     |     |     |     |     | 10  | 5   | 3   | 7   | 22     |
| 21   | Taylor Barnard        | Ret | 16  | 13  | 13  | 13  | 16  | DSQ | 20  | 1   | 11  | 19  | Ret | 12  | 8   | 9   | 14  | 7   | 9   | 16  | 13  |     |     |     |     |     |     |     |     | 18     |
| 22   | Roman Staněk          | Ret | 13  | DSQ | Ret | 1   | 15  | Ret | 18  | 6   | 16  | 22  | 17  | 21  | 18  | 8   | 18  | 15  | 11  | 20  | 14  | 15  | 17  |     |     |     |     |     |     | 14     |
| 23   | Oliver Goethe         |     |     |     |     |     |     |     |     |     |     |     |     |     |     |     |     |     |     |     |     | Ret | 16  | 21  | Ret | Ret | 4   | 9   | 9   | 14     |
| 24   | Rafael Villagómez     | 19  | 12  | 14  | 9   | 15  | 7   | 11  | 16  | 15  | Ret | 17  | 16  | 19  | 16  | 14  | 16  | 11  | 10  | 21  | Ret | 16  | 8   | 16  | Ret | 17  | Ret | 12  | Ret | 13     |
| 25   | Christian Mansell     |     |     |     |     |     |     |     |     |     |     |     |     |     |     |     |     |     |     |     |     |     |     | 8   | 10  | 15  | 6   | 16  | 16  | 10     |
| 26   | Luke Browning         |     |     |     |     |     |     |     |     |     |     |     |     |     |     |     |     |     |     |     |     |     |     | 11  | 7   | 11  | 15  | 6   | 15  | 7      |
| 27   | Gabriele Minì         |     |     |     |     |     |     |     |     |     |     |     |     |     |     |     |     |     |     |     |     |     |     | 3   | Ret |     |     |     |     | 6      |
| 28   | John Bennett          |     |     |     |     |     |     |     |     |     |     |     |     |     |     |     |     |     |     |     |     |     |     |     |     | 12  | 8   | 15  | 14  | 4      |
| 29   | Leonardo Fornaroli    |     |     |     |     |     |     |     |     |     |     |     |     |     |     |     |     |     |     |     |     |     |     |     |     |     |     | 10  | 13  | 0      |
| 30   | Cian Shields          |     |     |     |     |     |     |     |     |     |     |     |     |     |     |     |     |     |     |     |     |     |     |     |     | 18  | 11  | 18  | 18  | 0      |
| 31   | Max Esterson          |     |     |     |     |     |     |     |     |     |     |     |     |     |     |     |     |     |     |     |     |     |     |     |     | 14  | 18  | 14  | 17  | 0      |
| 32   | Niels Koolen          |     |     |     |     |     |     |     |     |     |     |     |     |     |     |     |     |     |     |     |     | 19  | 19  | 20  | Ret |     |     |     |     | 0      |
| Pos. | Piloto                | SAK | SAK | YED | YED | MEL | MEL | IMO | IMO | MON | MON | BAR | BAR | SPI | SPI | SIL | SIL | BUD | BUD | SPA | SPA | MNZ | MNZ | BAK | BAK | LUS | LUS | YMC | YMC | Puntos |

| Color     | Resultado              |
| --------- | ---------------------- |
| Oro       | Ganador                |
| Plata     | 2.ª plaza              |
| Bronce    | 3.ª plaza              |
| Verde     | Finalizó en los puntos |
| Azul      | Finalizó sin puntos    |
| Azul      | NC - No clasificado    |
| Violeta   | Ret - No terminó       |
| Rojo      | DNQ - No se clasificó  |
| Negro     | DSQ - Descalificado    |
| Blanco    | DNS - No empezó        |
| Blanco    | WD - Retirado          |
| Blanco    | C - Carrera cancelada  |
| Sin color | DNP - No participó     |
| Sin color | INJ - Lesionado        |
| Sin color | EX - Excluido          |

| Estado  | Resultado |
| ------- | --- |
| Negrita | Pole position |
| Cursiva | Vuelta rápida puntuable, el piloto cumplió los requisitos para ser bonificado con uno o más puntos por lograr la vuelta rápida |
| †       | Abandona, pero clasifica al completar el porcentaje requerido para ello                                                        |

Fuente: Fórmula 2.

### Campeonato de Escuderías
| Pos. | Escudería                 | N.º | SAK | SAK | YED | YED | MEL | MEL | IMO | IMO | MON | MON | BAR | BAR | SPI | SPI | SIL | SIL | BUD | BUD | SPA | SPA | MNZ | MNZ | BAK | BAK | LUS | LUS | YMC | YMC | Puntos |
| ---- | ------------------------- | --- | --- | --- | --- | --- | --- | --- | --- | --- | --- | --- | --- | --- | --- | --- | --- | --- | --- | --- | --- | --- | --- | --- | --- | --- | --- | --- | --- | --- | ------ |
| 1    | Invicta Racing            | 9   | 13  | 7   | 8   | 2   | 3   | 12  | 8   | 14  | Ret | 17  | 2   | 6   | 7   | 17  | 3   | 19  | 1   | 7   | 13  | 15  | 11  | 15  | 9   | DSQ | 20† | 14  | 17  | 12  | 288.5  |
| 1    | Invicta Racing            | 10  | 6   | 5   | 10  | Ret | Ret | Ret | 6   | 2   | 2   | 8   | 5   | 10  | 4   | 1   | 4   | 6   | 16  | 4   | 10  | 2   | 8   | 1   | 5   | 4   | 5   | 3   | 2   | 2   | 288.5  |
| 2    | Campos Racing             | 20  | 4   | Ret | 15† | Ret | 6   | 1   | Ret | 1   | 8   | 2   | 6   | 5   | 13  | 3   | Ret | 1   | 3   | 18  | 9   | 1   | 10  | 11  | 12  | 14  | 4   | 2   | 5   | 19  | 254    |
| 2    | Campos Racing             | 21  | 3   | 2   | 7   | Ret | Ret | 13  | 16  | Ret | Ret | 14  | 11  | 9   | 2   | 15  | Ret | 10  | 17  | 12  | Ret | Ret | 4   | 12  | 19  | Ret | Ret | 16  | 1   | 6   | 254    |
| 3    | MP Motorsport             | 11  | 8   | 8   | 1   | 3   | 2   | Ret | Ret | 12  | 3   | 6   | 12  | Ret | 5   | 12  | 7   | 9   | 4   | 6   | 2   | 12  | 8   | Ret | 14  | 9   | 3   | 17  | 7   | 3   | 220.5  |
| 3    | MP Motorsport             | 12  | 18  | 6   | 11  | Ret | 4   | DSQ | 1   | 5   | 5   | 13  | 18  | 2   | 11  | 2   | 5   | 4   | 5   | 13  | 8   | Ret | Ret | 16  | 21  | Ret | Ret | 4   | 9   | 9   | 220.5  |
| 4    | Hitech Pulse-Eight        | 16  | Ret | Ret | Ret | 5   | 16  | 11  | 4   | Ret | 14  | Ret | 14  | 8   | 18  | 7   | 15  | 15  | 20  | Ret | 11  | 8   | 12  | 18  | 18  | 12  | 16  | 7   | 13  | 8   | 202    |
| 4    | Hitech Pulse-Eight        | 17  | 5   | 3   | 2   | 10  | 18  | 2   | 2   | 6   | 7   | 3   | 3   | 4   | 3   | 5   | Ret | 12  | 6   | Ret | 18  | 16† | 20  | Ret | 6   | 6   | 5   | 1   | DSQ | 11  | 202    |
| 5    | PREMA Racing              | 3   | 16  | 15  | WD  | WD  | 14  | 9   | 5   | 19  | 11  | 4   | 21  | 14  | 1   | Ret | Ret | 7   | 10  | 15  | 7   | Ret | 1   | 7   | 3   | Ret | 1   | 12  | 4   | 5   | 194    |
| 5    | PREMA Racing              | 4   | 14  | 10  | 6   | 6   | Ret | 4   | 10  | 4   | 4   | 7   | 15  | 12  | 15  | 13  | 1   | Ret | 14  | 1   | 6   | 9   | 18  | 4   | 7   | 3   | 19† | Ret | WD  | WD  | 194    |
| 6    | DAMS Lucas Oil            | 7   | 2   | Ret | 5   | 4   | 9   | 10  | 14  | 7   | 13  | Ret | 4   | 1   | 6   | 10  | 6   | 3   | 9   | 17  | 5   | 3   | 6   | 9   | 2   | 8   | 2   | Ret | 8   | Ret | 178    |
| 6    | DAMS Lucas Oil            | 8   | 12  | Ret | Ret | 14  | 11  | 14  | 15  | 8   | 12  | 5   | 8   | 3   | 16  | 14  | 12  | 20  | 8   | 16  | 17  | 11  | 17  | Ret | 15  | Ret | 10  | 5   | 3   | 7   | 178    |
| 7    | ART Grand Prix            | 1   | 11  | Ret | Ret | 11  | 7   | 8   | 12  | 9   | Ret | 9   | 1   | Ret | 10  | 11  | Ret | 5   | 2   | 2   | 12  | Ret | 2   | 6   | 4   | 2   | 9   | NC  | 19  | 4   | 173    |
| 7    | ART Grand Prix            | 2   | 7   | 4   | 17† | Ret | 8   | Ret | 9   | 13  | 10  | 1   | 9   | 15  | 9   | 9   | Ret | 11  | 19  | 14  | 1   | 4   | Ret | 13  | 11  | 7   | 11  | 15  | 6   | 15  | 173    |
| 8    | Rodin Motorsport          | 5   | 1   | 1   | 4   | 7   | 10  | 3   | 3   | 11  | Ret | 10  | 20  | 7   | 17  | Ret | 2   | 2   | 13  | Ret | 4   | 6   | 5   | 2   | 10  | 15  | 6   | 9   | 10  | 13  | 171    |
| 8    | Rodin Motorsport          | 6   | 9   | 9   | 13  | 15  | 5   | 5   | 13  | 15  | 17  | 15  | 7   | 13  | 22  | Ret | 10  | 17  | 12  | 8   | 15  | 7   | 13  | 14  | Ret | 13  | 13  | 10  | 11  | 10  | 171    |
| 9    | PHM AIX Racing AIX Racing | 24  | 15  | 11  | 9   | 12  | 17  | Ret | Ret | 3   | 18  | 18† | 10  | Ret | 8   | 6   | 16  | Ret | 18  | 19  | 19  | 10  | 3   | 5   | 1   | 5   | 8   | 13  | Ret | 1   | 105    |
| 9    | PHM AIX Racing AIX Racing | 25  | Ret | 16  | 13  | 13  | 13  | 16  | DSQ | 20  | 1   | 11  | 19  | Ret | 12  | 8   | 9   | 14  | 7   | 9   | 16  | 13  | 19  | 19  | 20  | Ret | 18  | 11  | 18  | 18  | 105    |
| 10   | Trident                   | 22  | 10  | 14  | DSQ | 8   | Ret | 6   | 7   | 10  | 16  | Ret | 13  | 18† | 20  | Ret | 11  | 13  | DSQ | 3   | 3   | 5   | 14  | 3   | 17  | 1   | 14  | 18  | 14  | 17  | 105    |
| 10   | Trident                   | 23  | Ret | 13  | DSQ | Ret | 1   | 15  | Ret | 18  | 6   | 16  | 22  | 17  | 21  | 18  | 8   | 18  | 15  | 11  | 20  | 14  | 15  | 17  | 8   | 10  | 15  | 6   | 16  | 16  | 105    |
| 11   | Van Amersfoort Racing     | 14  | 17  | Ret | 3   | 1   | 12  | 17  | Ret | 17  | 9   | 12  | 16  | 11  | 14  | 4   | 13  | 8   | 21  | 5   | 14  | Ret | 7   | 10  | 13  | 11  | 12  | 8   | 15  | 14  | 78     |
| 11   | Van Amersfoort Racing     | 15  | 19  | 12  | 14  | 9   | 15  | 7   | 11  | 16  | 15  | Ret | 17  | 16  | 19  | 16  | 14  | 16  | 11  | 10  | 21  | Ret | 16  | 8   | 16  | Ret | 17  | Ret | 12  | Ret | 78     |
| Pos. | Escudería                 | N.º | SAK | SAK | YED | YED | MEL | MEL | IMO | IMO | MON | MON | BAR | BAR | SPI | SPI | SIL | SIL | BUD | BUD | SPA | SPA | MNZ | MNZ | BAK | BAK | LUS | LUS | YMC | YMC | Puntos |

| Color     | Resultado              |
| --------- | ---------------------- |
| Oro       | Ganador                |
| Plata     | 2.ª plaza              |
| Bronce    | 3.ª plaza              |
| Verde     | Finalizó en los puntos |
| Azul      | Finalizó sin puntos    |
| Azul      | NC - No clasificado    |
| Violeta   | Ret - No terminó       |
| Rojo      | DNQ - No se clasificó  |
| Negro     | DSQ - Descalificado    |
| Blanco    | DNS - No empezó        |
| Blanco    | WD - Retirado          |
| Blanco    | C - Carrera cancelada  |
| Sin color | DNP - No participó     |
| Sin color | INJ - Lesionado        |
| Sin color | EX - Excluido          |

| Estado  | Resultado |
| ------- | --- |
| Negrita | Pole position |
| Cursiva | Vuelta rápida puntuable, el piloto cumplió los requisitos para ser bonificado con uno o más puntos por lograr la vuelta rápida |
| †       | Abandona, pero clasifica al completar el porcentaje requerido para ello                                                        |

Fuente: Fórmula 2.